# Tour de Flandes 1928
El Tour de Flandes 1928 es la 12.ª edición del Tour de Flandes. La carrera se disputó el 25 de marzo de 1928, con inicio en Gante y final en Wetteren después de un recorrido de 225 kilómetros. 
El vencedor final fue el belga Jan Mertens, que se impuso al esprint a sus cuatro compañeros de fuga en Wetteren. Los también belgas August Mortelmans y Louis Delannoy fueron segundo y tercero respectivamente.

## Clasificación final
|    | Ciclista           | Equipo          | Tiempo     |
| -- | ------------------ | --------------- | ---------- |
| 1  | Jan Mertens        | Securitas       | 6h 55' 00" |
| 2  | August Mortelmans  | Touring-Pirelli | m. t.      |
| 3  | Louis Delannoy     | Securitas       | m. t.      |
| 4  | Lucien Buysse      | Automoto        | m. t.      |
| 5  | Armand van Bruaene | La Nordiste     | m. t.      |
| 6  | Leander Gijssels   | Automoto        | + 7' 30"   |
| 7  | Julien Vervaecke   | Armor-Dunlop    | + 7' 35"   |
| 8  | Jozef van Dam      |                 | + 8' 30"   |
| 9  | Jules Deschepper   | Van Hauwaert    | + 8' 35"   |
| 10 | Raoul Degroote     |                 | + 8' 40"   |